# Teoría del crecimiento unificado
La teoría del crecimiento unificado es una teoría económica que busca explicar el crecimiento económico endógeno y la desigualdad entre las naciones. Se desarrolló a partir del aparente fracaso teoría del crecimiento endógeno, que no pudo explicar adecuadamente estos fenómenos.
Durante la mayor parte de la historia humana, el progreso tecnológico no fue suficiente para compensar el crecimiento demográfico. Como resultado, los niveles de vida se mantuvieron cerca del nivel de subsistencia en todo el mundo.
Las predicciones comprobables de la teoría y sus mecanismos subyacentes han sido confirmadas en investigaciones empíricas y cuantitativas en la última década, y estas han inspirado una exploración intensiva del impacto de las fuerzas históricas y prehistóricas en el desarrollo económico comparativo y la disparidad en la riqueza de las naciones. La teoría fue, en su conjunto, explorada cuantitativamente. Los rasgos que eran complementarios al entorno tecnológico generaban un mayor nivel de ingresos y, por tanto, un mayor éxito reproductivo. Las predicciones comprobables de esta teoría evolutiva y sus mecanismos subyacentes han sido confirmadas empíricamente y cuantitativamente.